# Tambakrejo (Buluspesantren)
Tambakrejo is een bestuurslaag in het regentschap Kebumen van de provincie Midden-Java, Indonesië. Tambakrejo telt 1439 inwoners (volkstelling 2010).